# یوسیپ زووکو
یوسیپ زووکو (کرواتی: Josip Zovko; ۴ ژوئن ۱۹۷۰ – ۳ آوریل ۲۰۱۹) بازیگر اهل کرواسی بود. وی بین سال‌های ۱۹۹۳ تا ۲۰۱۹ میلادی فعالیت می‌کرد.